# ポティーン

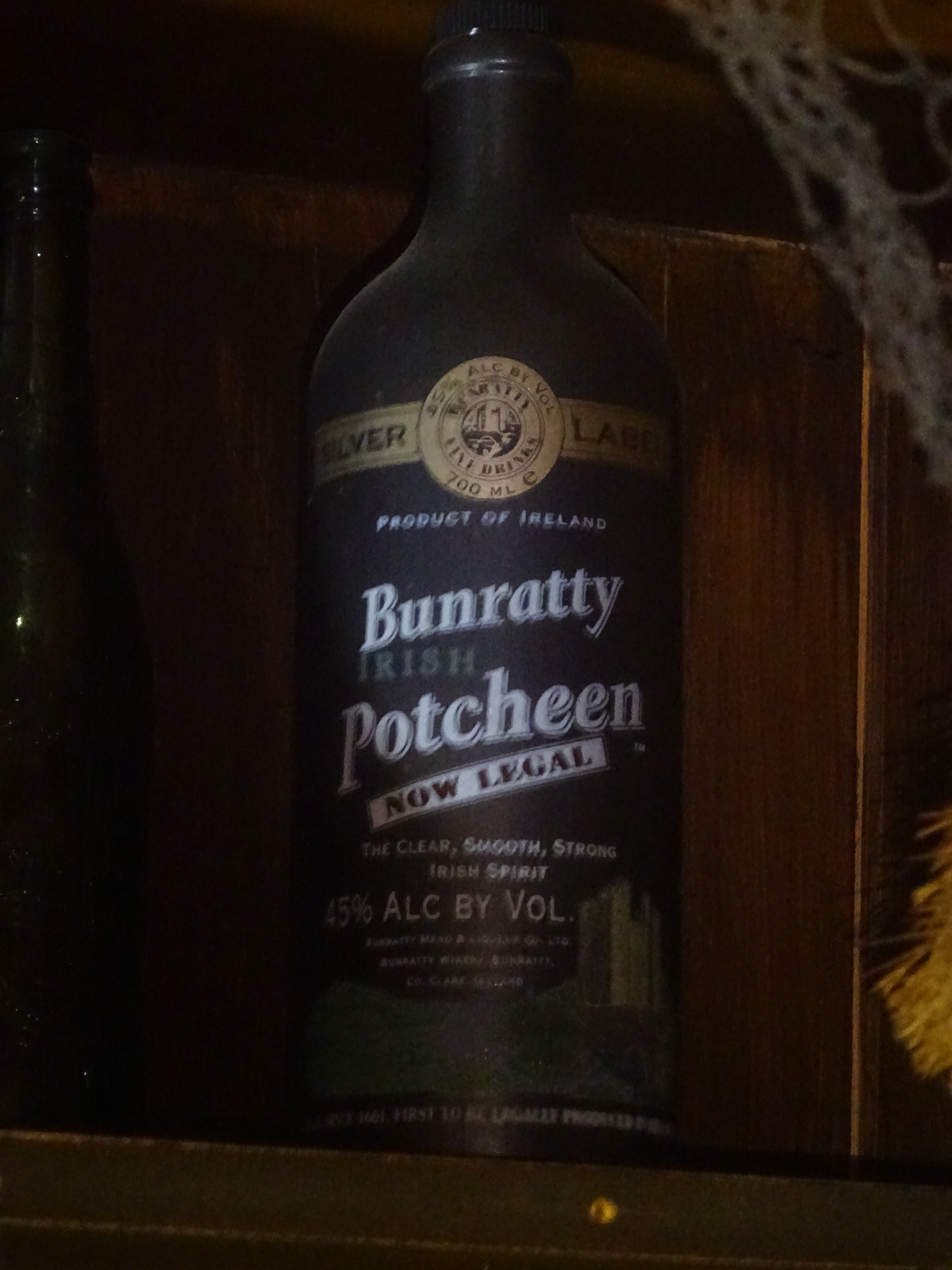
合法なポティーン

ポティーン、Poitín (アイルランド語発音: [ˈpˠɛtʲiːnʲ])、（英語：poteen ([pəˈt(ʃ)iːn, pɒˈtiːn])、potcheen）は、アイルランドの伝統的な蒸留酒（アルコール度数40～90%）である。以前、ポティーンは「Irish moonshine（アイルランド密造酒）」や、「mountain dew（山のしずく）」と呼ばれていた。ポティーン（Poitín）という名前は、歴史的には小さいポットスチルを用いて蒸留されていたため、アイルランド語でポットを意味するpotaが語源となっている。 なお、二日酔いを表すアイルランド語はpóitである。ポティーンは、シリアル、穀物、乳清、テンサイ、糖蜜、ジャガイモからのみ製造することができる。

## 法的地位
1556年、ドロヘダで行われた議会で、アルコール飲料を蒸留するためには免許を取得することが必要になった。